# Donato Negro

Erzbischofswappen von Donato Negro

Donato Negro (* 3. Januar 1948 in San Cesario di Lecce, Provinz Lecce) ist ein italienischer Geistlicher und emeritierter römisch-katholischer Erzbischof von Otranto.

## Leben
Donato Negro empfing am 15. Juli 1972 die Priesterweihe. Der promovierte Theologe und Pädagoge leitete von 1976 bis 1983 das Priesterseminar des Erzbistums Lecce, um anschließend Generalvikar der Diözese zu werden, was er bis 1989 blieb. Am 14. August 1991 wurde Negro Rektor des Päpstlichen Regionalseminars von Apulien, an dem er vor seiner Priesterweihe selbst studiert hatte.
Papst Johannes Paul II. ernannte ihn am 22. Dezember 1993 zum Bischof von Molfetta-Ruvo-Giovinazzo-Terlizzi. Der Erzbischof von Lecce, Cosmo Francesco Ruppi, weihte ihn am 10. Februar des nächsten Jahres zum Bischof; Mitkonsekratoren waren Francesco Minerva und Michele Mincuzzi, beide emeritierte Erzbischöfe von Lecce. Als Wahlspruch wählte er Credidimus charitati.
Am 29. April 2000 wurde er zum Erzbischof von Otranto ernannt und am 24. Juni desselben Jahres in das Amt eingeführt. Negro ist Präsident der regionalen Bischofskonferenz von Apulien und gehört dem Ständigen Rat der Italienischen Bischofskonferenz an.
Papst Franziskus nahm am 19. April 2023 das von Donato Negro aus Altersgründen vorgebrachte Rücktrittsgesuch an.